# Ping de Han
Ping de Han (chinês: 汉平帝; 9 a.C. — 3 de fevereiro de 6 d.C.), também conhecido pelo seu nome de nascimento Liu Kan (chinês: 劉侃) foi um imperador chinês do Império Hã.